# Sevelinges
Sevelinges – miejscowość i gmina we Francji, w regionie Owernia-Rodan-Alpy, w departamencie Loara.
Według danych na rok 1990 gminę zamieszkiwały 584 osoby, a gęstość zaludnienia wynosiła 71 osób/km² (wśród 2880 gmin regionu Rodan-Alpy Sevelinges plasuje się na 1073. miejscu pod względem liczby ludności, natomiast pod względem powierzchni na miejscu 1260.).